# 二十四节气公园
39°52′22″N 116°24′17″E / 39.872758°N 116.404811°E
二十四节气公园，位于北京市东城区永定门桥与玉蜓桥之间。

## 简介
2009年11月7日（二十四节气中的立冬），二十四节气公园正式开放。该公园位于天坛公园南门外，永定门东街南侧，南护城河北侧，玉蜓桥以西，永定门桥以东，总面积2万平方米，是以二十四节气为主题的带状公园，公园主体部分有24根节气柱，由汉白玉雕成，每根直径1米，净高7.2米，刻有节气介绍、时令花卉、诗词等等。24根节气柱分成四组，每组6根，按四季分别形成春种、夏长、秋收、冬藏四个主广场。公园南侧的南护城河北坡绿地内，有汉白玉刻成的约5.5米见方的篆字装点，意为“春发”、“夏长”、“秋收”、“冬藏”。此外，园内还有24番花信风汉白玉雕花球。
二十四节气公园受2007年初成立的永定门地区公园管理处管理，该管理处同时还管理永定门公园（东城园区）、永定门城楼南北广场、玉蜓公园。